# Torneio Quadrangular de Varginha de 1990
O Torneio Quadrangular de Varginha  foi um torneio de caráter amistoso, realizado em Varginha, Minas Gerais em 1990.

## Jogos
- 27 de novembro de 1990

 Flamengo 0 X 0  Flamengo (Varginha) (7-6 pen)
- 27 de novembro de 1990

 Cruzeiro ? X ?  Caldense
- 29 de novembro de 1990

 Caldense 3 X 1  Flamengo (Varginha)
- 29 de novembro de 1990

 Flamengo 1 X 0  Cruzeiro

## Campeão
| Torneio Quadrangular de Varginha de 1990 |
| ---------------------------------------- |
| Flamengo Campeão                         |